# Docklands Light Railway

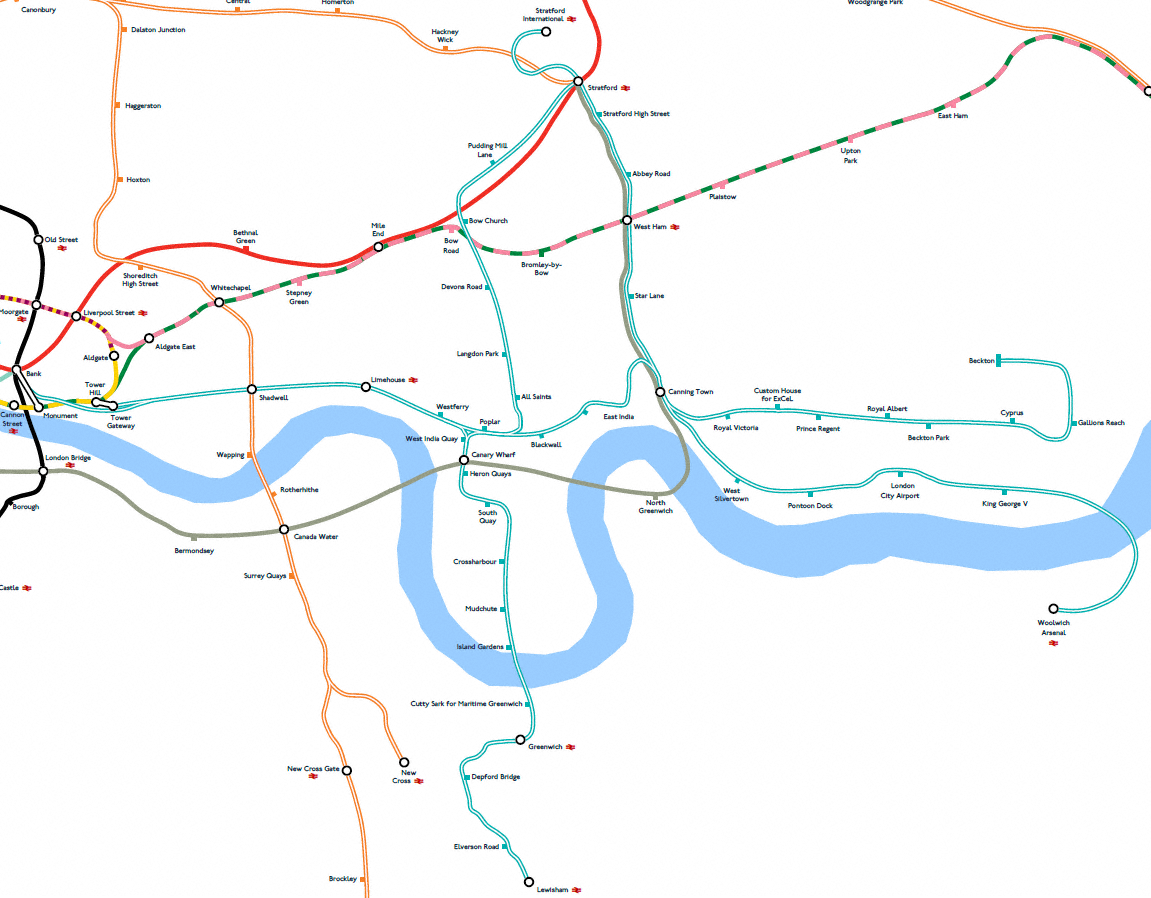
Geografisch correcte kaart van de DLR (in zeegroen) en aansluitend railvervoer

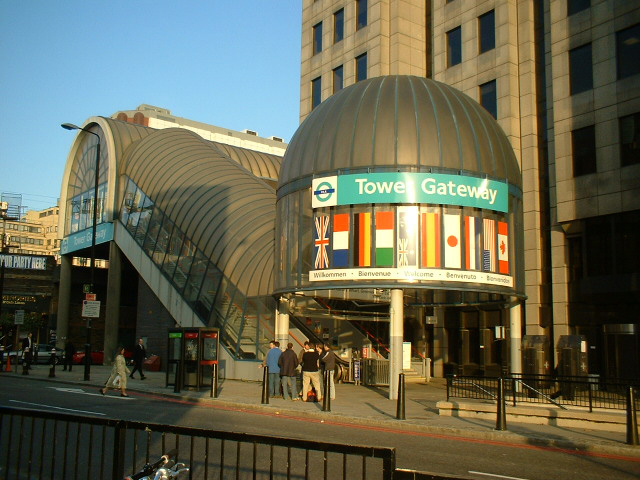
Station 'Tower Gateway'

De Docklands Light Railway (DLR) is een normaalsporig railnetwerk voor openbaar vervoer in de Docklands en aangrenzende gebieden in het oosten van Londen. Het systeem is een lichte metro met enkele people-mover-kenmerken. Op enkele stations is een overstap mogelijk op de metro van Londen.

## Beschrijving
Hoewel de naam suggereert dat het om lightrail gaat, is het gebruik van die term discutabel. Vanwege de geheel vrije ligging van de lijn en de daardoor dure en zware infrastructuur lijkt het eerder om een lichte metro te gaan. Het netwerk staat los van de London Underground, de "echte" metro van Londen. Wel kan op verschillende plaatsen worden overgestapt van de DLR op de Underground. Een belangrijk kenmerk van de DLR is de automatische besturing, waardoor treinbestuurders niet nodig zijn en waardoor de infrastructuur volledig moet worden afgeschermd van de openbare ruimte.
De DLR valt onder het gezag van Transport for London (TfL). De exploitatie van de DLR is door middel van een openbare aanbesteding gegund aan het bedrijf Keolis Amey Docklands. Het netwerk heeft een lengte van 38 kilometer en bedient 45 stations.

## Geschiedenis
De Docklands is een gebied ten oosten van het centrum van Londen aan de rivier de Theems. Van oudsher was het een haven- en industriegebied. De havens zijn in de loop der jaren steeds meer verplaatst naar locaties buiten de stad, waardoor de Docklands in verval raakten. In de jaren 80 ontstonden plannen om het gebied andere bestemmingen te geven. Sinds die tijd is het gebied in een hoog tempo omgevormd tot een gebied met voornamelijk (dure) woningen en kantoren. De toplocatie werd Canary Wharf, in het midden van de Docklands.
Hoewel de eerste plannen voor de DLR al in de jaren zeventig bestonden, heeft de DLR het succes vooral te danken aan deze ontwikkelingen. De bouw van de eerste lijnen begon halverwege de jaren 80. Hierbij werd voor een deel gebruikgemaakt van het talud van oude goederenspoorlijnen in het gebied.
In 1987 werd de DLR geopend. De lijn begon bij het station Islands Gardens aan de Theems. Greenwich, aan de overkant van de rivier, kon bereikt worden via de Greenwich foot tunnel. Vanaf Island Gardens liep de lijn over een oude goederenspoorlijn in noordelijke richting en passeerde de toen nog braakliggende Canary Wharf, waar nog geen station was. Iets ten noorden daarvan splitste de lijn zich in twee takken: naar Tower Gateway, vlak bij de City of London, en naar Stratford. Ook deze takken volgen grotendeels voormalige spoorlijnen.

### Uitbreidingen
- Het station Canary Wharf, nu het belangrijkste station van het netwerk, werd in 1991 geopend. Dit station heeft een indrukwekkende overkapping. Sinds 1999 is er op de Jubilee Line een station met dezelfde naam dat, ondanks de suggestie die de kaart wekt, niet met het DLR-station is verbonden.
- In 1991 werd in het westen de ondergrondse verbinding geopend naar Bank, midden in de City, die zich vlak voor Tower Gateway van de lijn afsplitst.
- In 1994 kwam een nieuwe tak gereed. Deze takt bij Poplar, ten noorden van Canary Wharf, af in oostelijke richting naar Beckton.
- In 1999 werd de lijn vanaf Island Gardens met een tunnel onder de Theems verlengd naar Greenwich en Lewisham.
- In 2005 werd een nieuwe oostelijke tak geopend tussen Canning Town en King George V ten zuiden van de Royal Docks. Deze lijn vormt een belangrijke nieuwe verbinding met London City Airport. De verlenging van deze tak naar Woolwich Arsenal werd in gebruik genomen op 10 januari 2009. Het nieuwe traject kruist de Theems ondergronds.
- In 2011 werd een nieuwe uitbreiding in gebruik genomen: een nieuwe tak tussen Stratford International en Beckton. Deze lijn werd o.a in het kader van de Olympische spelen van 2012 gebouwd.

## Netwerk
Het huidige netwerk heeft de vorm van een kruis: de takken uit de City, Lewisham, Canning Town en Stratford komen alle in de buurt van Canary Wharf en Poplar bij elkaar. Normaal gesproken worden de volgende routes gereden:
- Stratford - Poplar - Canary Wharf - Island Gardens - Lewisham (tijdens het weekend rijdt deze dienst vaak enkel tussen Stratford en Canary Wharf, reizigers tussen Canary Warf en Lewisham moeten overstappen)
- Bank - Westferry - Canary Wharf - Island Gardens - Lewisham
- Tower Gateway - Westferry - Poplar - Canning Town - Beckton
- Bank - Westferry - Poplar - Canning Town - King George V - Woolwich Arsenal
- Beckton - Canning Town - Stratford - Stratford International

Op de meeste routes wordt elke 10 minuten gereden. Doordat veel trajecten door meer dan één route bediend worden, is de werkelijke frequentie vaak veel hoger. Naast het standaard dienstregelingpatroon wordt nog een aantal andere routes gereden, afhankelijk van het tijdstip van de dag.

## Materieel
De treinen worden via een derde rail gevoed met 750 volt gelijkstroom. Vanwege de computergestuurde bediening van de treinen is een bestuurder niet nodig. Aan boord van ieder voertuig is wel een "trainguard" aanwezig, die in geval van storingen de besturing vanaf een hulpstuurstand kan overnemen. Onder normale omstandigheden zal hij zich echter bezighouden met servicetaken zoals informatie en kaartcontrole.
In de loop der jaren zijn diverse typen materieel gekocht, die technisch en uiterlijk sterk op elkaar lijken. Treinstellen bestaan steeds uit twee bakken en kunnen in treinschakeling gecombineerd worden tot vierrijtuigstellen.

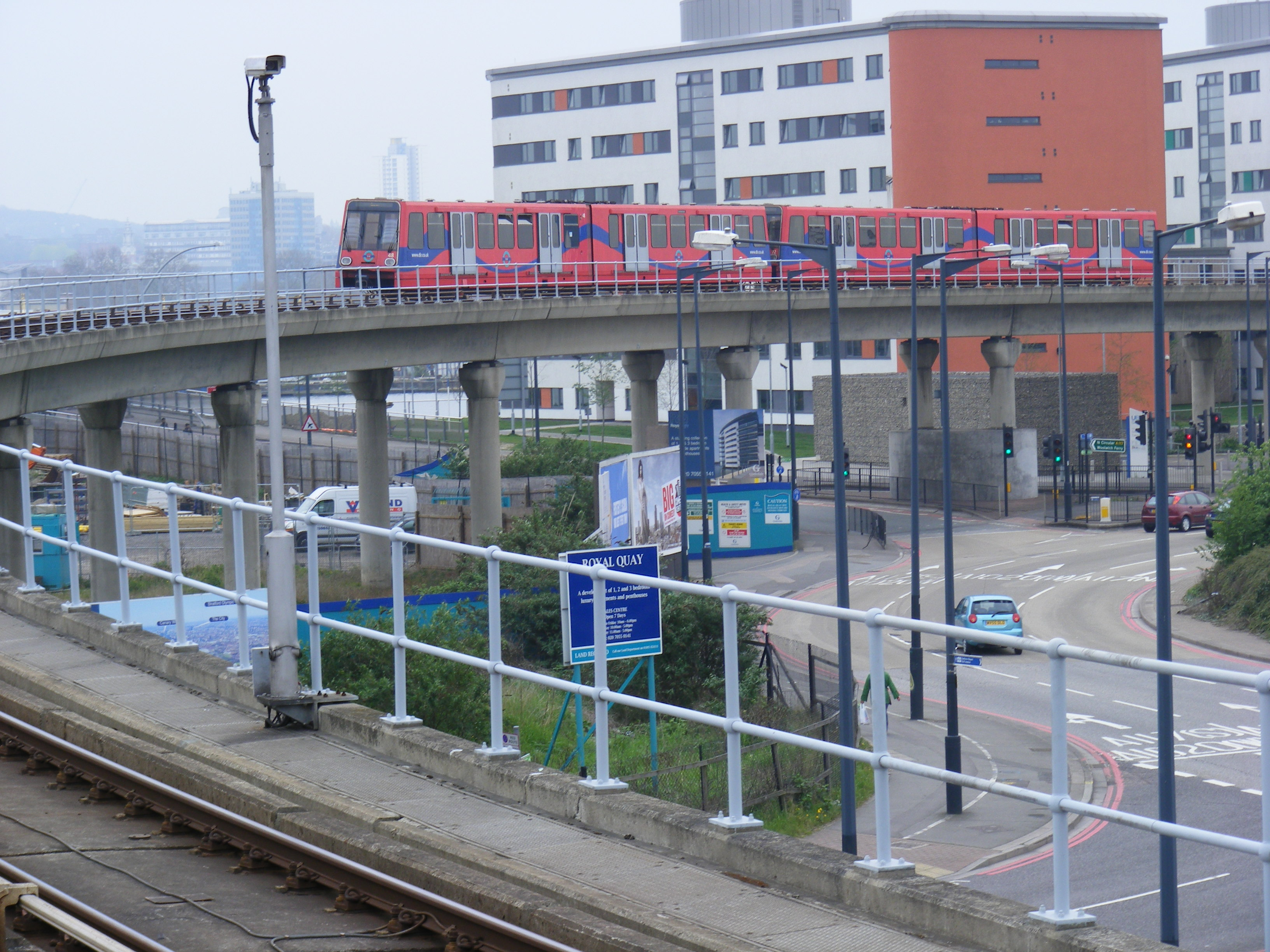
Viaduct net buiten Gallions Reach

### Series
De eerste series, 11 treinstellen P86 gebouwd door Linke-Hofmann-Busch en 9 stuks P89, gebouwd door British Rail Engineering voldeden niet aan de strenge veiligheidseisen voor ondergrondse trajecten. Zij hadden geen frontdeuren, zodat in geval van nood niet kon worden doorgelopen naar het volgende rijtuig. De inzet van deze typen werd problematisch na de opening van de tunnel naar Bank. Ze werden daarom verkocht aan het stadsvervoerbedrijf van Essen (Duitsland), dat ze na het inbouwen van bestuurderscabines inzet op het Stadtbahn-netwerk.
Het daaropvolgende materieel van de DLR is gebouwd door Bombardier Transportation. Het bestaat uit 94 treinstellen van de typen B90, B92 en B2K, geleverd in de jaren 1992-2002 en zijn onderling vrijwel identiek en 55 treinstellen van het modernere type B07 uit de jaren 2008-2010.
In juni 2019 kreeg het Spaanse bedrijf CAF de opdracht voor levering van 43 5-wagentreinstellen. Ze worden geleverd vanaf 2023. Van de nieuwe treinstellen zijn er 33 bedoeld voor de vervanging van het oudste materieel en 10 als uitbreiding van het materieelpark. Met de order is een bedrag van ruim €400 miljoen gemoeid. De levering is tot 54 exemplaren uitgebreid. De nieuwe 5-wagenstellen zijn 86,7 m en ongeveer even lang als de huidige sets van drie 2-wagenstellen. Ze worden voorzien van o.a. digitale reizigersinformatie, telefoonlaadpunten, airconditioning en ruimte voor rolstoelen.

### Galerij

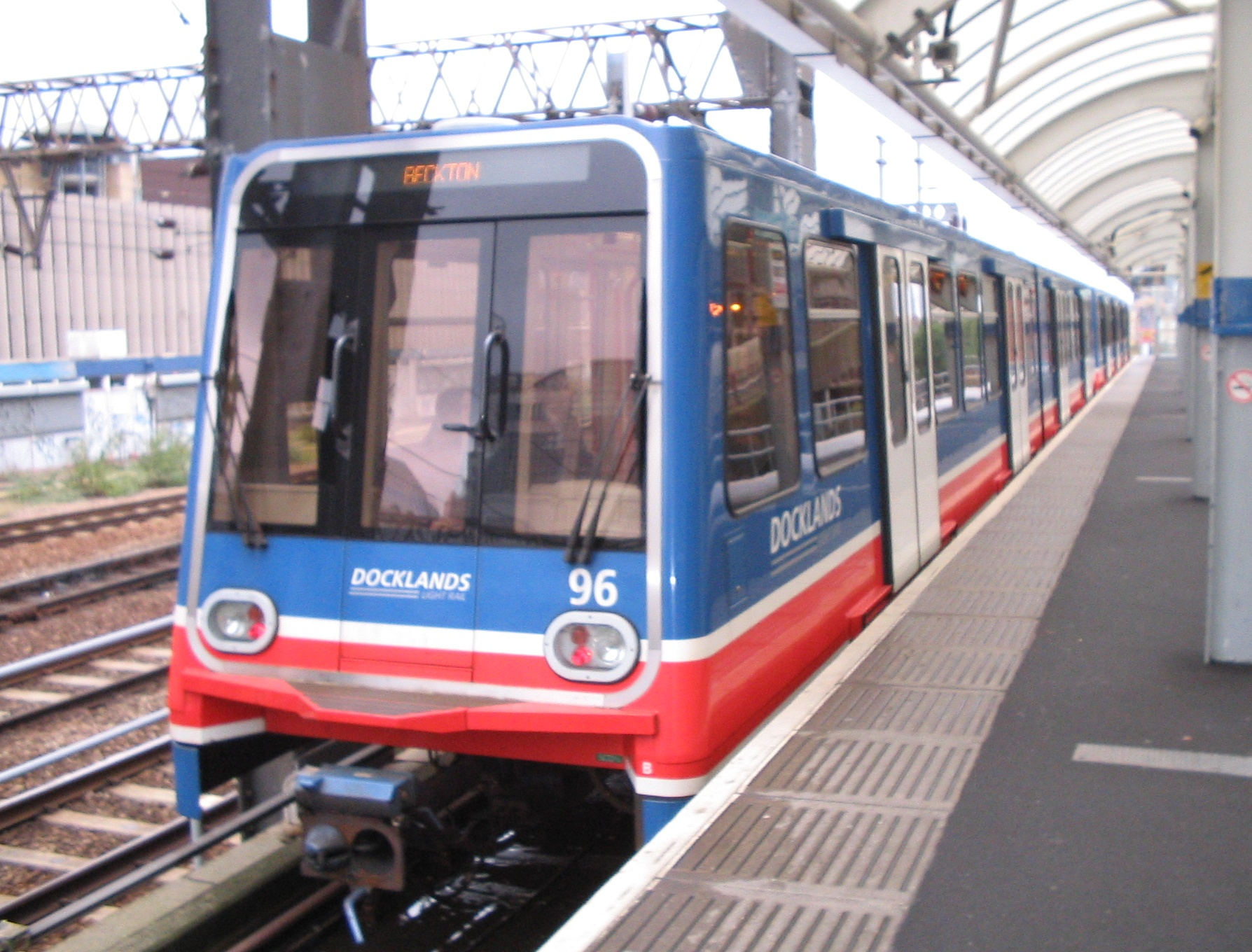
DLR-treinstel op station Tower Gateway
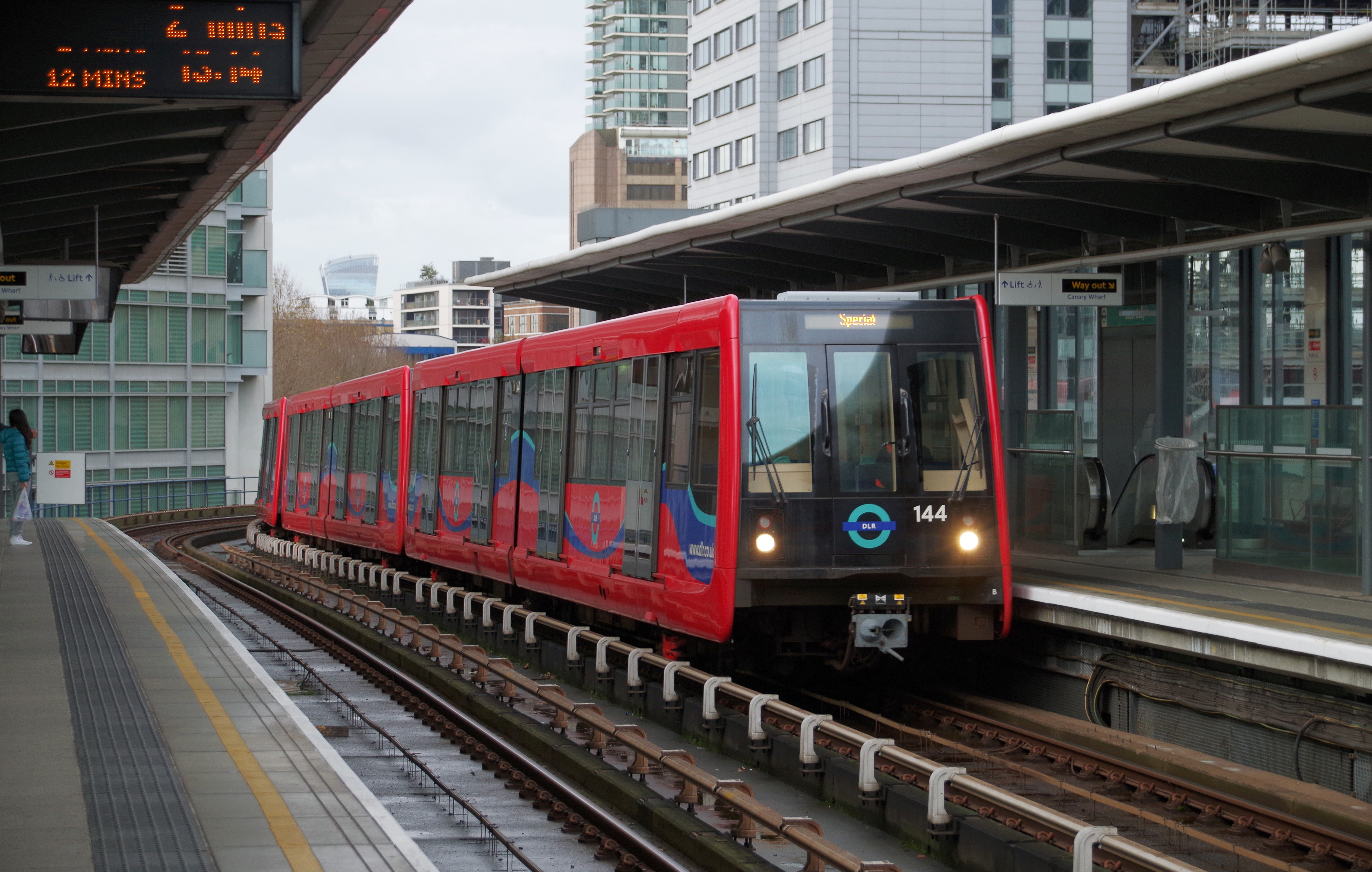
Bombardier B07 materieel
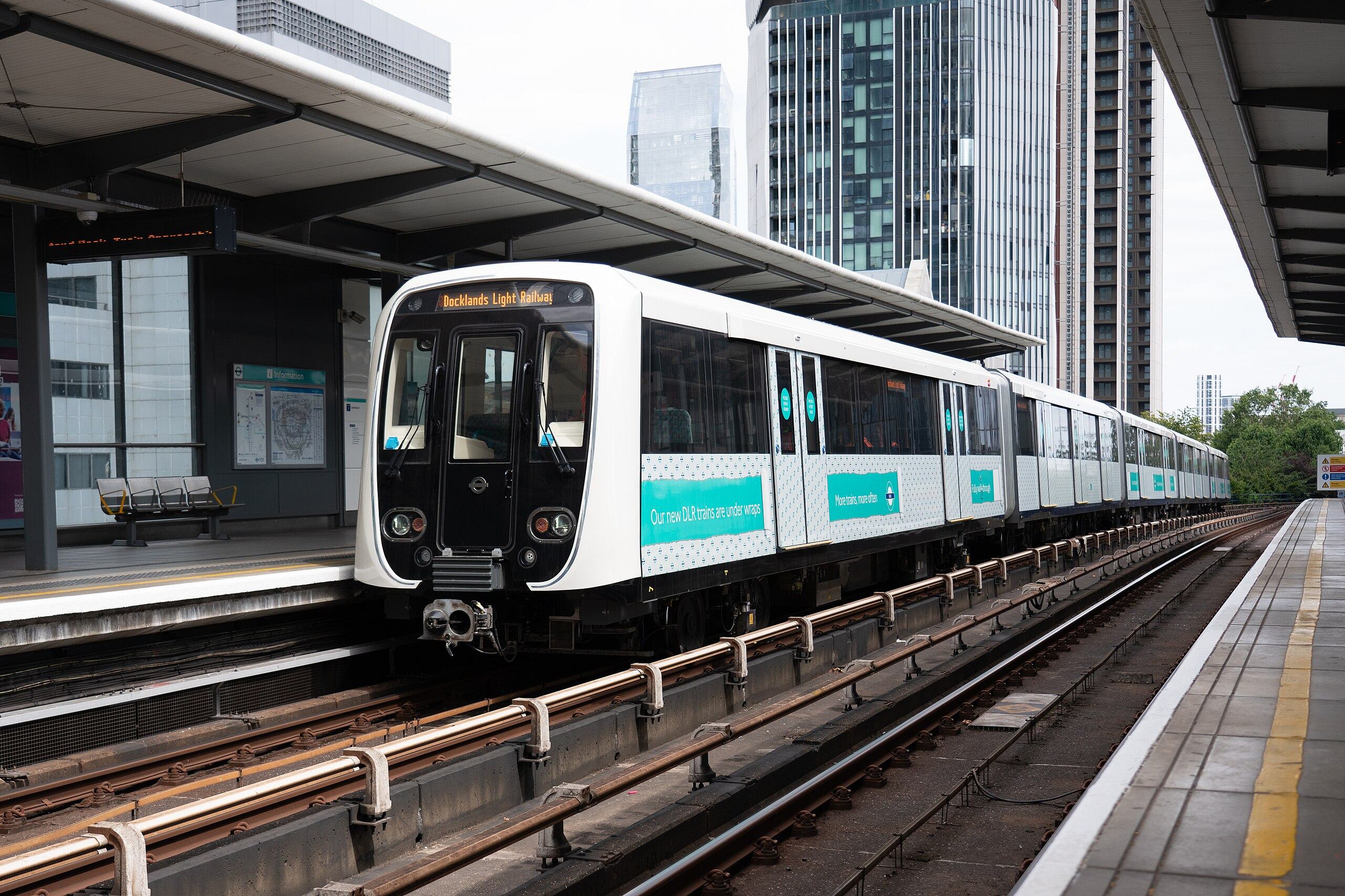
CAF B23 materieel

## Toekomst
Er zijn al verschillende voorstellen geweest om het netwerk van de DLR uit te breiden. 
Enkele van deze voorstellen zijn:
- een aftakking bij Gallions Reach (op de lijn naar Beckton) naar Dagenham Dock.
- een aftakking tussen Gallions Reach & Cyprus voor een nieuwe lijn naar Abbey Wood (aansluiting met National rail & Elisabeth Line) via Thamesmead door middel van een nieuwe tunnel onder the Theems.